# Prims
La Prims est une rivière qui prend sa source en Rhénanie-Palatinat mais dont le cours s'écoule essentiellement en Sarre. C'est un des affluents de la rivière Sarre, en rive droite.

## Géographie
La longueur de son cours d'eau est de 91 km.
La Prims traverse notamment la petite ville de Primstal, qui en tire son nom récent — commune regroupée de Nonnweiler. Le confluent est situé à Dillingen.

## Liens
- Un site sur la rivière